# Jerry Douglas
Pour les articles homonymes, voir Douglas.
Jerry Douglas est un guitariste américain de musique country né le 28 mai 1956. Il a gagné, seul ou en groupe — il fait partie du groupe d'Alison Krauss Union Station — de nombreuses récompenses (dont 14 Grammy awards). Spécialiste des guitares de type lap steel, il est parfois décrit comme « le Charlie Parker ou le Jimi Hendrix du Dobro ». Musicien de studio prolifique, il a participé à plus de 1 600 albums.